# Франческо Да Молін

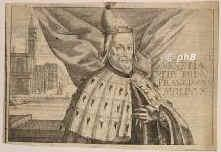
Франческо Молін

Франческо Молін або Франческо Да Молін (21 квітня 1575, Венеція — 27 лютого 1655, Венеція) — 99-й дож Венеції, що правив з 20 січня 1646 до своєї смерті. За правління взяв участь у Критській війні (1645—1669) з Османською імперією за володіння Критом; ця війна почалася за попередника Моліна —Франческо Еріццо — і тривала до 1669 року. Задля фінансування війни продавав доступ до венеційського патриціату за 100 тис. дукатів за людину.

## Життєпис
Належав до родини «нових патриціїв», що походила з Мантуї чи французького переселенця. Родина Моліна жила в палаці Молін, в районі Венеції — Сан Марко. Народився у Венеції. Син Марино Моліна з гілки д'Оро (у Сан-Тровазо) та Паоли Барбаріго. Рано стратив батька. Разом зі старшим братом доєднався до сомаски — католицької чернечої конгрегації, вирішивши зберігати целібат.
Присвятив майже всю кар'єру військовим та морським справам. 1606 року стає капітаном галери, що діяла у складу флотилії для охорони Венеційської лагуни. Потім з 1608 до 1609 року діяв проти ускоків, допоки його галера не була потоплена біля Зари, а да Молін ледве врятувався. З 1609 року продовжив патрулювати води біля Істрії, островів уздовж узбережжя Далмації (до 1612 року).
З 1613 до 1616 року служив проведитором декількох венеційських прикордонних володінь у Північній Італії. У 1616—1618 року був проведитором Затоки (Верхньої Адріатики) та Корфу, а 1617 року також призначають проведитором армії, де він разом з Джакомо Лаццарі він боровся з шахрайством, нелояльністю, жадібністю та іншими серйозними злочинами у флоті, армії та адміністрації. Це спричинило 1618 року конфлікт з генерал-капітаном моря Лоренцо Веньєром.  
1620 року стає одним з прокураторів монастиря Сан-Дзаніполо. 1622 року призначається генеральним проведитором Далмації та Албанії, де вступив у конфлікт з Сфорцою  Понцоні, архієпископом Спалато, через декрет останнього щодо черниць. На думку Моліна це суперечило громадській волі, рішенням його попередників та старовинним звичаям. 1625 року обійняв посаду проведитора з постачання зерна. У 1627—1631 роках був генеральним проведитором і інквізитором Криту, де займався постачання зерна з Османської імперії, поліпшення роботи солеварень, зміцненням укріплень, переслідуванням православних, боротьбою з піратами, обмеженням діяльності єзуїтів.
За свої чесноти 11 січня 1634 року його було обрано вищим прокуратором Святого Марка, а 28 січня того ж року — прокуратором церкви Санта-Марія-делла-Салюте, 1635 року — проведитором з нагляду за жіночими монастирями. 1640 року стає скарбникор прокурації Святого Марка.
На початку Критської війни у березні 1645 року обраний генерал-капітаном та генерал-проведитором флоту Венеційської республіки. Захворів на подагру на Корфу, яка заважала йому виконувати обов'язки. Тому у вересні повернувся до Венеції, передавши повноваження Джироламо Морозіні.

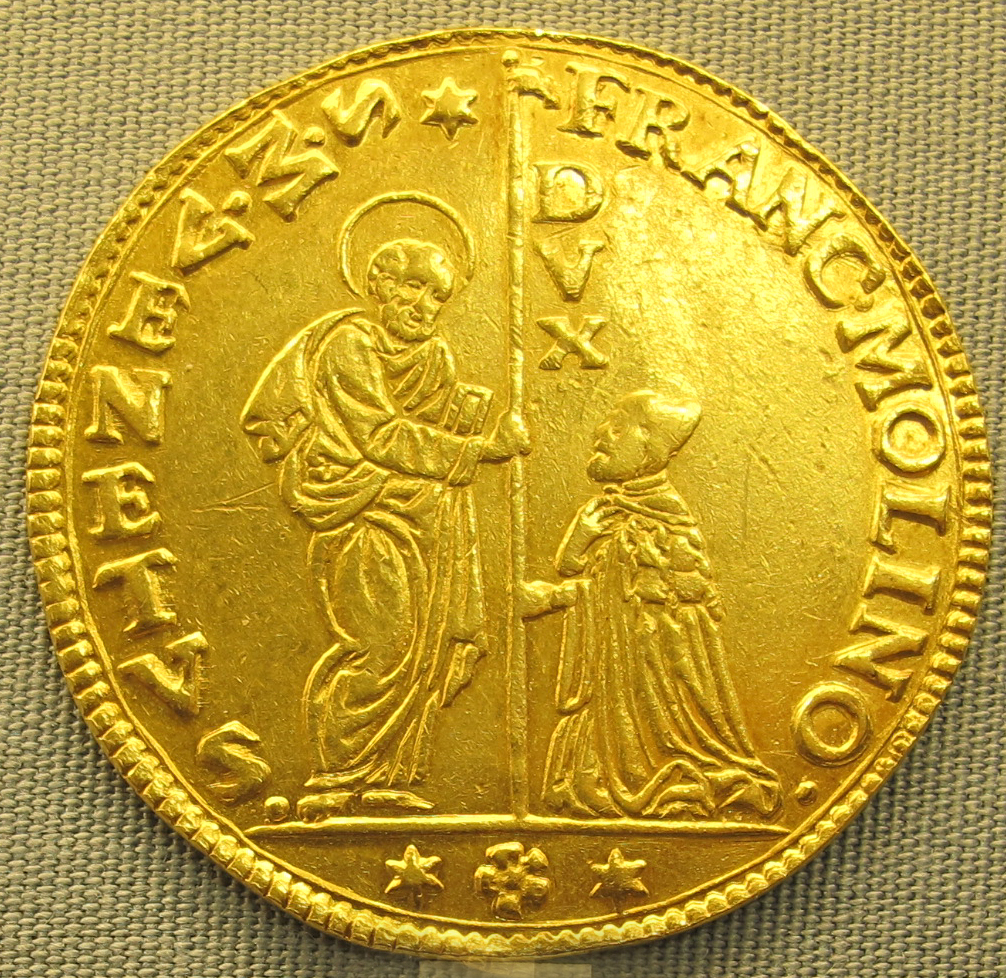
10 цехінів Франческо да Моліна

20 січня 1646 року, після 23 голосувань та значних витрат, Моліна було обрано дожем. Протягом перших років на посаді да Молін зміцнював венеційські сили в районі навколо Венеції та в Далмації, сподіваючись продовжити боротьбу на османській території. Венеція здобула низку перемог у ці роки, кульмінацією яких стало захоплення Венецією 1648 року фортеці Клис, яка раніше вважалася неприступною. Венеція повела флот до Дарданелл, де було знищено ще більше османських кораблів, хоча вирішальна венеціанська перемога все ще вислизала від Моліна. У кампаніях 1654 та 1655 років адмірал Лаццаро Моченіго блокував Дарданелли.
З огляду на скрутне становище Венеції, вона була змушена шукати кошти де тільки могла. Молін вирішив продати доступ до венеційського патриціату за 100 тис. дукатів (60 тис. дукатів як «подарунок» Республіці та ще 40 тис. як «позика»), що автоматично призводило до членства у Великій раді. Завдяки цим продажам низка нових купецьких родин стала патриціями. Опір продажу членства був запеклим серед багатьох збіднілих патриціїв, які все ще зберігали невеликий вплив і престиж завдяки своєму спадковому членству у Великій раді. Їм надали формальну поступку та пообіцяли, що будь-яке схвалення залежатиме від кожного окремого випадку. Разом з тим одним з перших статус патриція було надано кардиналу Джуліо Мазаріні задля отримання підтримки Франції у Кандійській війні.
Дож Франческо да Молін наказав збудувати вівтар на честь святого Антонія в базиліці Санта-Марія-делла-Салюте. Він попросив у базиліці Святого Антонія у Падуї відповідні реліквії, прибуття яких відсвяткували великою процесією 13 червня. Але тяжкохворий дож не зміг взяти участь у святкуваннях.
Помер від конкременту 1655 року, що можливо було наслідком непомірного вживання вина. Дож був відомим пиятикою настільки, що про нього жартома говорили, використовуючи його прізвище: «Це млин, не для вітру, не для води, а для вина!». Його було поховано в августинському монастирі Санто-Стефано.